# Amerila vidua
Espèce
Amerila vidua est une espèce de papillons de nuit de la famille des Erebidae.

## Répartition
Amerila vidua se rencontre au Cameroun, en République démocratique du Congo, en Guinée équatoriale, en Éthiopie, au Ghana, en Guinée, en Côte d'Ivoire, au Kenya, à Maurice, au Nigeria, en Sierra Leone et en Tanzanie.

## Liste des sous-espèces
Selon GBIF (6 mai 2023) :
- Amerila puella invidua (Bethune-Baker, 1925)
- Amerila puella puella (Cramer, 1779)
- Amerila vidua mauritia (Cramer, 1781)
- Amerila vidua vidua

## Systématique
Le nom valide complet (avec auteur) de ce taxon est Amerila vidua Cramer, 1779.
Amerila vidua a pour synonymes :
- Amerila mauritia Stoll, 1781
- Amerila puella Fabricius, 1794